# Ferenczi Gábor (filmrendező)
Ferenczi Gábor (Budapest, 1950. május 7. –) filmrendező, forgatókönyvíró, színész, tanár. Számos dokumentum-, kisjáték-, reklámfilm, valamint TV-s magazinműsor rendezője, operatőre.

## Életpályája
Még középiskolásként, 1967-ben eljátszotta Sándor Pál Bohóc a falon című filmjének főszerepét, azóta is több magyar filmben szerepelt. 1974-ben szerzett építőmérnöki diplomát a Budapesti Műszaki Egyetemen, majd jelentkezett a Színház és Filmművészeti Főiskolára, ahol 1984-ben film- és tévérendezőként végzett. Tanárai Fábri Zoltán és Gábor Pál voltak. 1984–1988 között a Mafilm Alkotó Iroda tagja, a Hunnia Filmstúdió dramaturgja, több játékfilmben és tv-filmben asszisztens, a Balázs Béla Stúdió vezetőségi tagja. 1989-től szabadfoglalkozású filmrendező, dokumentumfilmeket, televíziós magazinműsorokat, referenciafilmeket, valamint számos reklámfilmet rendez. 2003-tól az ELTE Bölcsészettudományi Kar Művészetelméleti és Médiakutatási Intézetének Filmelmélet és Filmtörténet szakán óraadó tanár. 2004–2009 között a Színház- és Filmművészeti Egyetemen tanított, 2008-tól a Moholy-Nagy Művészeti Egyetem Vizuális Kommunikáció tanszékének adjunktusa.

## Játékfilmjei
- 2009. 1 töltény, kisjátékfilm - dramaturg[4]
- 2009. Egy nő a dugóban, kisjátékfilm (előkészítésben)
- 2007. A barátkozás lehetőségei - TV-film, HD 50',f: Bodor Ádám írásaiból Can Togay-jal.; op: Markert Károly, Lovasi Zoltán (Filmteam- Inforg Stúdió) A legjobb tévéfilm díja- Magyar Filmszemle 2009

És föltétlen figyelmet érdemel, az idén bemutatott, Ferenczi Gábor által rendezett, A barátkozás lehetőségei című ötvenperces film, amely négy rövidebb novellám alapján készült. Ha létezik a prózában sajátos világ, amely nevemhez kötődik, ahhoz léptékben, hangulatban kétségkívül ez áll a legközelebb.(Bodor Ádám)
- 1992. Európa Kemping játékfilm – társíró (a rendező: Szőke Andrással)
- 1991. Közjáték – Italo Calvino Budapesten rövidfilm S8-Hi8-BetaSp, 35’ (MTV - Fiatal Művészek Stúdiója).
- 1990. Da Capo kisjátékfilm – dramaturg (rendező: Kornai Péter, Gödrös Frigyes)
- 1989. Vattatyúk nagyjátékfilm – Szőke Andrással és Dobos Máriával (Hunnia Filmstúdió).
- 1985. Volga rövidfilm S8-BetaSp 3’ – Can Togay-jal (Infermental Hungary)
- 1984. Egy marék por kisjátékfilm – 16mm 45’, f: Evelyn Waugh írásából Bereményi Gézával.; op: Sas Tamás (Színház és Filmműv. Főiskola), München, Filmfőiskolák Fesztiválja, Legjobb Főiskolás Program díja, Special Mention
- 1982. Egyérintő kisjátékfilm – 16mm 15’ ff. f: Mándy Iván írásából Bereményi Géza; op: Klöpfler Tibor (Színház és Filmműv. Főiskola)[3][6][7]

## Dokumentumfilmek, videomunkák
- 2013. Overdose (Filmteam) Overdose - Facebook
- 2011. Bence' (Filmteam-Intense Film)[8]'
- 2004. Láthatatlan Színház – munka alatt Can Togayjal (Inforg Stúdió)
- 2003. A Fater – 140’ (Intense Film Budapest)
- 2002. Magyar buletin 64’ dok (Inforg Stúdió), Magyar Filmszemle – Schiffer Pál emlékdíj, Független Filmek Fesztiválja – legjobb rendezés díja, Toleranciadíj.

2013. Overdose 75'- Ajánló ehhez a filmhez
Ferenczi Gábor filmrendező a csodavárás időszakát követte végig kamerájával, de arra ő sem gondolt, hogy az éveken át tartó galoppozásnak nem egy hepienddel záruló magyar népmese, hanem egy hosszúra nyúlt országimázs film lesz a vége. Az egyik legjobb és legvalósághűbb, ami mostanában készült... Ha a tulajdonosok, trénerek, állatorvosok és családtagok helyére színészeket ültetne, Ferenczi akár nagyjátékfilmnek is eladhatná a sztorit. Az első képkockától remekül adagolja a feszültséget, és eléri, hogy izguljunk, még akkor is, ha betéve ismerjük az Overdose-életrajzot. Két forgatókönyvíró társával, Idrányi Flórával és Gül Togay-jal (és az élettel, ami most tényleg merészebb volt mindhármuknál) feszesre húzta a történetet, nem magyarázott feleslegesen, és főleg nem esett kísértésbe, pedig volt pár mellékvágány, ami elvonhatta volna a figyelmet a lényegről - a Mikóczy-botránytól Ribárszki külföldi szerencsepróbájáig. A legkisebb királyfi esete a sötét lóval Overdose - Vágta egy álomért
Overdose veretlensége is szép sikertörténet lett volna, de a váratlan balszerencse, a ló váratlan lesérülése jelentett igazi fordulópontot. „Nem tudhattuk, hogy mi lesz ebből. Akár el is adhatták volna Overdose-t. De nem ez történt, lehetett min izgulni. Nekünk is. A tulajdonosnak és trénernek súlyos döntéseket kellett hozniuk a ló sorsával kapcsolatban, amik nem mentek egy csapásra” – mondta Ferenczi Gábor, a film rendezője a bemutató után. „Ebből a szempontból a dráma adta magát” – tette hozzá Gül Togay, a film kreatív producere és Idrányi Flóra mellett az egyik forgatókönyvírója. „Amikor a ló lesérült, Major István producer mondhatta volna, hogy ennyi volt, vége. De szerencsére bízott abban, hogy valami kerek történet fog kisülni. A mi történetünkben is legalább ugyanolyan vakon kellett bíznia, mint Overdose-ban. És ha így nézzük, akkor ez a film a mi lovunk.” Az egyik legnagyobb magyar: Overdose
2002. Magyar buletin - ajánló ehhez a filmhez:
"Ezelőtt csak egyszer, és akkor is csak átutazóban jártam Erdélyben (irány a bolgár tenger!). Már ez is elég ok lehet némi szégyenkezésre, de ami az utóbbi években már kifejezetten zavart, hogy az akkori idők egyik leghangosabb belpolitikai ügyéhez, a státusztörvényhez,
és az ezzel együtt járó magyar igazolványhoz való viszonyom meglehetősen tisztázatlan volt.
Miután az ügy már-már nemzeti identitásunk fokmérőjévé vált, megérett rá, hogy témává emeljem.
2002 nyarán két társammal és egy kamerával ez ügyben kétszer egy hetet Erdélyben töltöttünk, ezt követően a leforgatott mintegy 20 órás anyagot 64 percre sűrítettük. Ha más haszna nem is volt az útnak, egy biztosan: már nem vagyok zavarbahozható! Embereket látok, akikkel megismerkedtünk, akik így olyanokká váltak, mint bármelyik más ismerős, olyanokká, akikről ezek után határozottan és nyugodt szívvel azt gondolhatok már, amit csak akarok. A buletin egyébként a román nyelvben személyi igazolványt és jelentést jelent."
- 2002. Magamról röviden csak annyit 15' – Sós Ágnessel (Inforg Stúdió), Független Filmek Fesztiválja – legjobb rendezés díja.
Ajánló ehhez a filmhez:
Nincs több, nincs, mint a bűnözők szeme, egyedül Ők tudják elkiáltani A világ minden bánatát, és egyedül Ők tudják elhallgatni Isten titkát Szemközt a lincselő tömeggel. (Pilinszky János)
Idézet a filmből: "Már eleve úgy jöttem a világra, hogy lányt akartak, hát bedobtak a kútba. Én megköszöntem nekik 18 évesen, '93-ban, hogy nagyon örülök neki, mert rengeteg csecsemőgyilkosság, meg izéről hallottam, hogy beteszik a WC-be a gyereket, vagy kiteszik reklámszatyorban az erdőbe, én megköszöntem anyámnak, hogy nem ezt tette, hanem csak bedobott a kútba, mert még itt vagyok. Ezt is az ottani szomszédoknak köszönhetően..."
- 2001. Tisztán, ha lehet… 37’ – Sós Ágnessel (Intense Film Budapest)
- 2000. Van a börtön, babám. 80' – Sós Ágnessel (Fórum Film Alapítvány), Kamera Hungária – dokumentumfilm dij
Ajánló ehhez a filmhez
"...Ha sors van, akkor nem lehetséges szabadság..."
- Kertész Imre: Sorstalanság -
Három börtönből szabadult férfi életét követi nyomon a film, több mint egy éven át. A tétek viszonylag egyszerűek. Nekik: a megélhetés, az életben maradás.
A filmnek: vajon visszakerülnek-e, meddig bírják. És ami mindig a legérdekesebb: hogyan?
- 1997. Megyek a TB-be 13' – Sós Ágnessel (MTV-Háló), Magyar Filmszemle - Dokumentum kategóriadíj (1998) Vissza, haza – boszniai hazatérők 50' dok. – Sós Ágnessel (MTV-Háló)
- 1996. Mi hárman, a család, és a jazz. 50’ – Sós Ágnessel (MTV-Opál)
- 1994.Az én Budapestem – video 30’ dok. (f: F.G. op: Rácz Albert p-gy: MTV-Budapest Körzeti Stúdió) Töredékek Bibó István életéből. video 45’ dok. (f: Szilágyi Sándor, op: Markert K. p-gy: MTV-Opál) - 1994. Életkerék - rendező
- 1993. Huszonéves üzletemberek. 50’ dok. – Sós Ágnessel (MTV-Opál) Kitoloncoltak 25’ – Sós Ágnessel (MTV-Opál) Toleranciadíj 2. fokozat
- 1992. MÁV 2000 18' dok - rendező (KÖZDOK Közlekedési Filmstúdió Kft.)[13]
- 1985-1990. Privát Magyarország 6x45’ dok. – dramaturg (rendező: Forgács Péter)
- 1989.	Bolondok Paradicsoma Svédország magyar szemmel. video 30’ dok. (Herskó Jánossal; op.: F.G. p-gy: Hunnia Filmstúdió)
- 1981.	Völgymenet 16mm. ff. 13’.[6][7]

## Díjai, elismerései
- 2014. A legjobb dokumentumfilm díja, Overdose, Vukovári Filmfesztivál, 2014. http://film-mag.net/wp/?p=16829
- 2009. A legjobb tévéfilm díja, a 40. Magyar Filmszemlén (A barátkozás lehetőségei)
- 2003. Balázs Béla díj, Toleranciadíj, Magyar Filmszemle – Schiffer Pál emlékdíj,
- 2003. Független Filmek Fesztiválja – legjobb rendezés díja (Magamról röviden csak annyit…)
- 2002. Kamera Hungária – dokumentumfilm díj (…Van a börtön, babám)
- 1998. Magyar Filmszemle dokumentumfilm kategóriadíj (Megyek a TB-be)
- 1993. Toleranciadíj 2. fokozat (Kitoloncoltak)
- 1984. München, Filmfőiskolák Fesztiválja, Legjobb Főiskolás Program díja, Special Mention (Egy marék por)